# Бета Малого Льва
Бета Малого Льва — звезда в северном созвездии Малый Лев. Звезда имеет видимую звёздную величину 4.21m, и, согласно шкале Бортля, видна невооруженным глазом даже на городском небе. Это единственная звезда в созвездии Малый Лев, имеющая обозначение Байера. Она является второй по яркости звездой в созвездии (самая яркая звезда созвездия — 46 Малого Льва).
Из измерений параллакса, полученных во время миссии Hipparcos, известно, что звезда удалена примерно на 164 св. года (47,78 пк).
Звезда наблюдается севернее 54° ю. ш., то есть практически на всей территории обитаемой Земли, за исключением Антарктиды. Лучшее время наблюдения — февраль. Радиальная гелиоцентрическая скорость звезды равна +6 км/с и это значит, что звезда удаляется от Солнца.

## Свойства двойной системы
Бета Малого Льва в телескоп видна как одна гигантская желтая звезда спектрального класса G9III с некоторыми признаками вторичных спектральных линий. Однако, на самом деле она состоит из пары звёзд: A (видимая звёздная величина 4.40m) и B (видимая звёздная величина 6.12m). Изучая спектр Бета Малого Льва, её можно разложить на отдельные звёзды: желтого субгиганта спектрального класса G и желтовато-белого субгиганта спектрального класса F. Вся система Бета Малого Льва имеет возраст 1,2 млрд. лет.
Спектральная двойственность звезды была открыта Уильямом Хасси в 1904 году. Движение эллиптическое, происходит по сильно наклоненной орбите: наклон составляет — 79,1° по отношению к наблюдателю на Земле. Так как эти два компонента слишком близки друг к другу, то спектр, не позволяет разрешить звёзды, и лучшая орбита была рассчитана с использованием только спектральных линий первичного компонента, а также были использованы исходные данные известных визуальных наблюдений.
Период обращения составляет около 38,6 лет (14 100 дней), эксцентриситет орбиты очень большой — 0,683. Большая полуось орбиты составляет 0,36 ", но значение её варьируется от 0,1 " до 0,6 ". Пара вращается вокруг друг друга на среднем расстоянии 16,25 а.е., причем большой эксцентриситет то уводит их на расстояние 27 а.е. (несколько меньше орбиты Нептуна — 30,06 а.е.), то сближает их на расстояние всего 5,4 а.е. (что почти равно орбите Юпитера — 5,2 а.е.). Хотя планеты известны и у двойных звёзд, звёзды в системе Бета Малого Льва, вероятно, слишком близки друг к другу, чтобы позволить планетам существовать (и в самом деле, пока, ни одной планеты в системе Бета Малого Льва, не найдено).
Как и многие другие двойные системы, пара звёзд, прекрасно иллюстрирует звездную эволюцию в действии, причем более массивный компонент (который начал свою жизнь как карлик спектрального класса F) был первым, который стал субгигантом. Второй компонент, в конечном итоге последует за первым, что, в конце концов, приведёт к тому, что появится система, состоящая из двух белых карликов.

### Компонент A
Спектральный класс Бета Малого Льва A — G8III-IV, и это означает, что звезда гораздо больше нашего Солнца (7,8 {\displaystyle R_{\bigodot }}, правда это мало для гиганта), в два раза тяжелее нашего Солнца (2,11 {\displaystyle M_{\bigodot }}), и гораздо ярче Солнца (36 {\displaystyle L_{\bigodot }}).
Также это указывает на то, что звезда находится в области красного сгущения на диаграмме Герцшпрунга — Рассела, где гелий в ядре звезды служит ядерном «топливом», то есть звезда находится на «холодном конце», горизонтальной ветви.
Звезда излучает энергию со своей внешней атмосферы при эффективной температуре около 5 075 К, что придаёт ей характерный желтый оттенок звезды G-типа. Звезда имеет поверхностную гравитацию 2,85 СГС или 7,07 м/с2, то есть практически в 40 раз меньше, чем на Солнце (274,0 м/с2), что объясняется очень большой площадью её поверхности. Звезды, имеющие планеты, имеют тенденцию иметь большую металличность и по сравнению с Солнцем, Бета Малого Льва A имеет довольно высокую металличность: содержание железа в ней относительно водорода составляет 123 % от солнечной. Вращаясь с экваториальной скоростью 2,54 км/с (то есть со скоростью практически на 25 % больше солнечной), этой звезде требуется порядка 166 дней, чтобы совершить полный оборот.

### Компонент B
Спектральный класс Бета Малого Льва B — F8IV, и это означает, что звезда в два раза больше нашего Солнца (2 {\displaystyle R_{\bigodot }}), почти такой же массы (1,35 {\displaystyle M_{\bigodot }}), и гораздо ярче Солнца (5,8 {\displaystyle L_{\bigodot }}), также это указывает на то, что водород в ядре звезды служит ядерным «топливом», то есть звезда находится на главной последовательности. Звезда излучает энергию со своей внешней атмосферы при эффективной температуре около 6 200 К, что придаёт ей характерный желто-белый оттенок звезды F-типа. Если бы был компонент B, не был бы слишком подавлен компонентом A, то он сиял бы только на 15 % ярче, чем Солнце на нашем небе, и имел бы только половину углового размера нашего Солнца.